# Vargatid
Vargatid är ett begrepp som används i den äldre fornnordiska Eddan och åsyftar det skymningsläge som råder inför världens sammanbrott, Ragnarök. Inför kollapsen lever man i dystra och svåra tider, men samtidigt tider som bär på frön till världen bortom kollapsen; en dystopi som också visar på positiva möjligheter.